# John Alden
Pour les articles homonymes, voir Alden.
 (juin 2019).

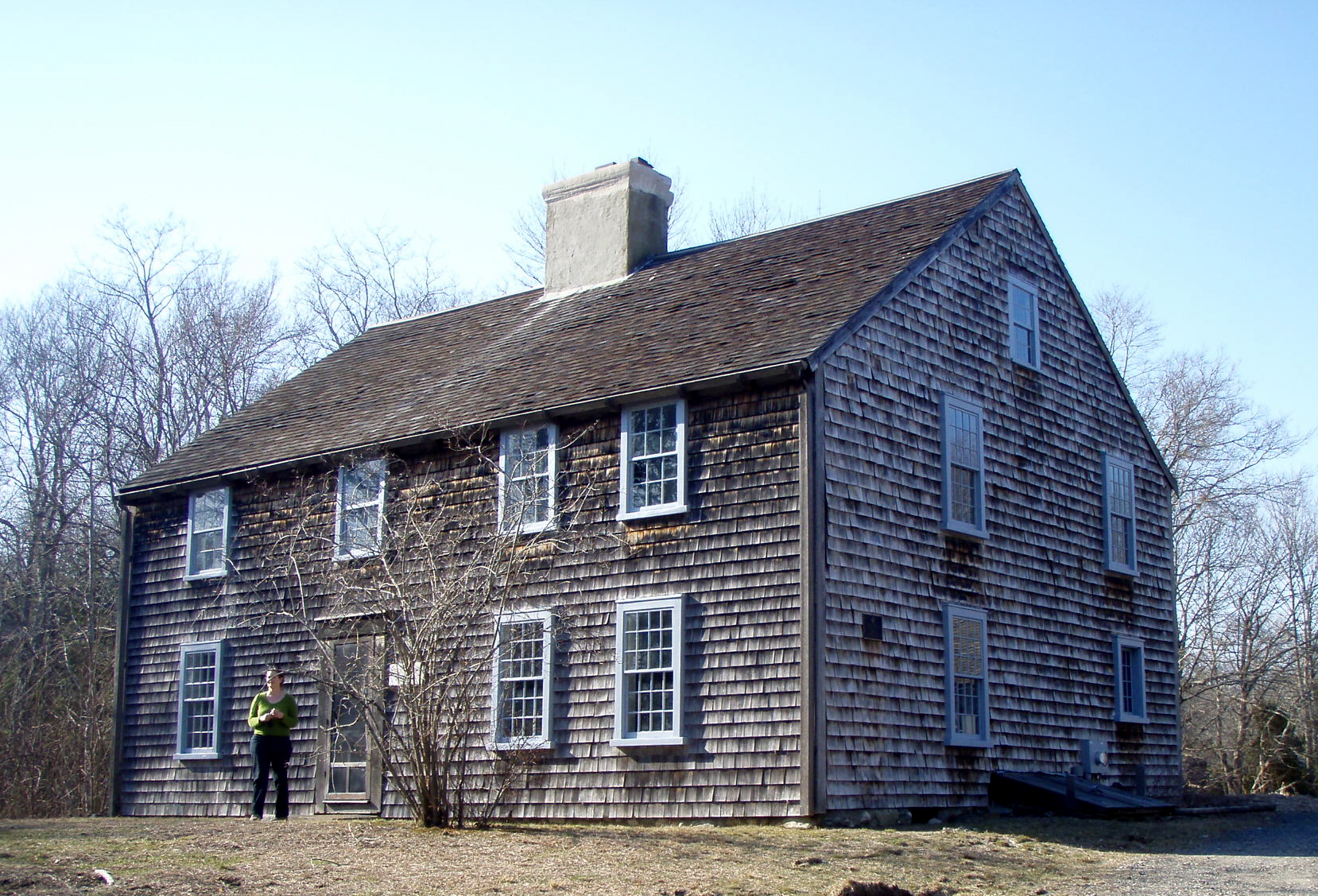
Maison de John Alden en 2009.

Capitaine John Alden, Sr., né vers 1599 et mort en 1687, est un charpentier de marine et colon anglais. Il serait la première personne du navire Mayflower à avoir mis le pied sur la Plymouth Rock en 1620.
Il est l'un des fondateurs de la colonie de Plymouth et le 7e signataire du Mayflower Compact.
Marié à Priscilla Mullins, les Aldens ont de nombreux descendants distingués comme les présidents des États-Unis John Adams et John Quincy Adams ou le poète Henry Longfellow. Ils ont eu dix enfants. Priscilla est morte entre 1651 et son mari en 1687. Tous les deux sont enterrés à Myles Standish Burial Ground à Duxbury, Massachusetts.
La maison de John Alden, National Historic Landmark sous le nom de John and Priscilla Alden Family Sites, a été construite en 1653 et, est de nos jours, ouverte au public comme musée à Duxbury dans le Massachusetts.